# Thecla coronata
Thecla coronata är en fjärilsart som beskrevs av William Chapman Hewitson 1865. Thecla coronata ingår i släktet Thecla och familjen juvelvingar. Inga underarter finns listade i Catalogue of Life.

## Bildgalleri

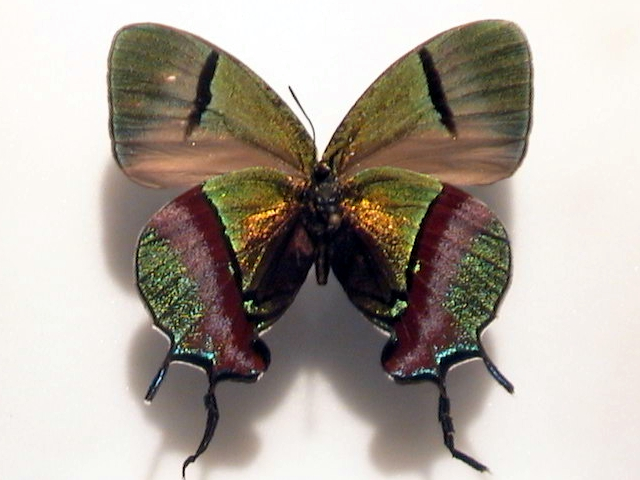
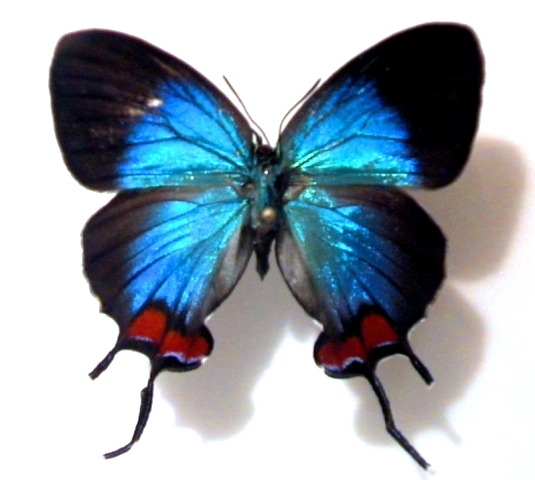